# 大沼村 (愛知県)
大沼村（おおぬまむら）は、かつて愛知県東加茂郡にあった村。
現在の豊田市の一部（下山地区の大沼町・花沢町など）に該当する。

## 歴史
- 1878年（明治11年） - 槙ヶ田和村、柵沢村、花園村、長峯村、切二木村が合併し、花沢村となる。
- 1889年（明治22年）10月1日 - 東大沼村と花沢村が合併し、大沼村が発足。
- 1906年（明治39年）5月1日 - 下山村、富義村と合併し、下山村が発足。同日大沼村は廃止。